# Kanał Erie
Kanał Erie (ang. Erie Canal) – otwarty w 1825 historyczny szlak wodny o długości 584 km, część śródlądowego szlaku wodnego między Wielkimi Jeziorami i Atlantykiem. Dawny system połączeń wodnych zaczyna się w Buffalo nad rzeką Niagara, a kończy w Albany nad rzeką Hudson.
Kanał funkcjonował do 1918, kiedy oficjalnie zastąpił go nowocześniejszy, równolegle biegnący New York State Barge Canal, dziś największy element systemu kanałów żeglugowych w USA. Nowszy kanał z kolei utracił znaczenie gospodarcze w drugiej połowie XX wieku i w latach 90. został oficjalnie zamknięty dla przewozu ładunków. W ostatnich latach jest stopniowo przystosowywany do żeglugi rekreacyjnej, a wiele jego odcinków zostało ponownie przemianowane na Erie Canal. Większe miasta leżące na trasie kanału to Syracuse, Rochester i Buffalo.
Zaproponowany po raz pierwszy w 1724 przez Cadwalladera Coldena. Kanał wybudowano jako strategiczną budowę rozwoju Stanów Zjednoczonych w kierunku zachodnim w dobie rewolucji przemysłowej dzięki pomocy finansów publicznych.
Po otwarciu w 1825 r. kanał przyczynił się do rozwoju gospodarczego prywatnych przedsiębiorstw na sąsiednich obszarach. Co więcej, tworząc łatwe połączenie między Wielkimi Jeziorami i Atlantykiem, otworzył wnętrze Ameryki i walnie przyczynił się do rozwoju miast takich jak Cleveland, Detroit i Chicago.
W następnych latach obok kanału Erie zbudowano system mniejszych kanałów łączących go między innymi z jeziorami Ontario i Champlain. W XIX wieku kanał poszerzono dwukrotnie. Między 1905 i 1918 przeprowadzono szeroko zakrojone unowocześnienie szlaku wodnego. W wielu miejscach drogę wodną przeprowadzono równolegle do starego kanału, często wykorzystując skanalizowane koryta rzek, które stary kanał omijał. Nowy szlak wodny przemianowano na New York State Barge Canal. Po otwarciu nowego szlaku wiele starych odcinków Kanału Erie zostało zakopanych, wiele innych popadło w ruinę. Z kolei nowy kanał odnotował drastyczny spadek ruchu wodnego w drugiej połowie XX wieku i utracił swoje znaczenie, głównie z powodu otwarcia dużo dogodniejszej Drogi Wodnej Świętego Wawrzyńca. Obecnie wiele jego odcinków jest przekształcanych w obiekty rekreacyjne.
Kanał Erie był wielkim osiągnięciem inżynieryjnym, m.in. z tego powodu, że jego duża część została wykuta w litej skale oraz iż był kopany ręcznie, a także że przebiegał przez centra miast. Tysiące robotników-imigrantów zmarłych z wycieńczenia podczas prac pochowano bezimiennie wzdłuż trasy kanału.